# Azanus crameri
Azanus crameri är en fjärilsart som beskrevs av Moore 1881. Azanus crameri ingår i släktet Azanus och familjen juvelvingar. Inga underarter finns listade i Catalogue of Life.

## Bildgalleri

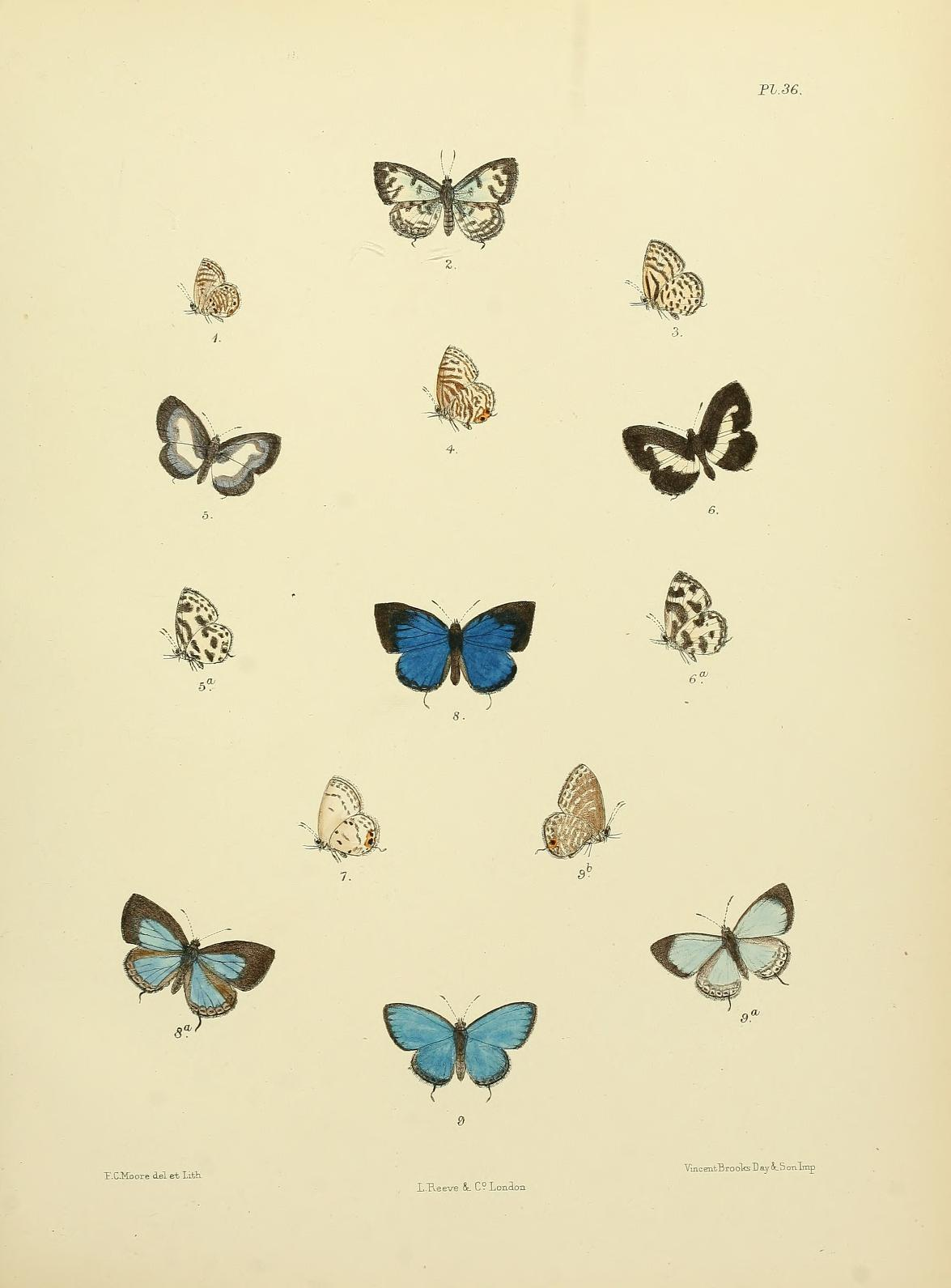